# 多吉扎西
多吉扎西（藏語：རྡོ་རྗེ་བཀྲ་ཤིས་，威利转写：rdo rje  bkra shis，Dorje Tashi，1973年—），藏族富豪，因涉案被判无期徒刑，没收43亿元财产。

## 生平
1989年，多吉扎西从甘肃夏河来到西藏自治区，从事洗碗、和面等工作，后成为导游翻译，不久晋身为部门经理。有一定经验、资金的积累后，他创立了西藏神湖餐饮娱乐有限公司。2003年，多吉扎西加入中国共产党。2005年，公司更名为西藏神湖集团公司，公司涉足房地产开发、国际旅行社、住宿、餐饮、娱乐、工贸、商品进出口等，“成为西藏酒店业和房地产行业的一面旗帜”。
2008年3月，藏区骚乱发生后，神湖集团与下属各分公司全体员工签订了“维护祖国统一、反对民族分裂”的责任协议书，并为财产受损者组织捐款捐物，主动为军警提供热水等，部队向公司赠送匾额与锦旗：“军民团结如一人，齐心协力保稳定”。数月后，多吉扎西被逮捕，并被拒绝家人探视，他的哥哥多吉次丹在几个月后也遭拘捕。2010年6月，拉萨法院不公开地审理此案，多吉扎西被判处无期徒刑，没收43亿元财产；多吉次丹被判处有期徒刑6年。多吉扎西被指为西藏流亡政府提供大量资金。

## 荣誉
多吉扎西获得奖项包括：西藏自治区委、区政府“私营优秀企业奖”，日喀则地区“扶贫救灾特别贡献奖”，甘肃省甘南州委、州政府“发展甘南公有经济贡献奖”。2004年6月，他被四川省南充市建华职业中学聘为名誉校长。2005年5月25日，获得共青团日喀则地区委员会“青年文明号”十年成就个人奖，神湖酒店获得“青年文明号”十年成就组织奖。西藏自治区第四届“五四”青年奖章；西藏自治区和日喀则地区第四届“十大优秀青年”；2005年7月作为第十届全国青年联合会委员，在北京受到胡锦涛和温家宝的接见。